# Villie Gordon Hessen Schmidt
Villie Gordon Hessen-Schmidt (3. januar 1893 i Nykøbing Sjælland – ?) var en dansk protagonist og atlet medlem af Akademisk Idrætsforening som vandt tre danskemesterskaber i højdespring.

## Danske mesterskaber
- Guld 1924 Højdespring 1,70
- Guld 1923 Højdespring 1,75
- Sølv 1922 Højdespring 1,75
- Bronze 1921 Højdespring 1,70
- Guld 1920 Højdespring 1,75